# Дато Дарцімелія
Дато Дарцімелія (груз. დათო დარციმელია; нар. 28 січня 1995, Тбілісі, Грузія) — грузинський футболіст, нападник клубу «Локомотив» (Тбілісі).

## Клубна кар'єра
Виступав у чемпіонаті Грузії за «Локомотив» (Тбілісі) і «Алгеті» (Марнеулі). У лютому 2014 року підписав контракт з клубом української Прем'єр-ліги «Севастополь», де грав за молодіжний склад. У 2015 році виступав за угорську команду «Ньїредьгаза». У липні 2015 року побував на перегляді в чернігівській «Десні». У квітні 2016 року перейшов у «Локомотив» (Тбілісі).

## Кар'єра в збірній
Перший матч за юнацьку збірну U-17 зіграв 23 вересня 2011 року проти Молдови (2:1). У матчі чемпіонату Європи c Ісландією забив гол, який вивів збірну Грузії в 1/2 фіналу. За молодіжну збірну дебютував у товариському матчі зі збірною України U-20 (0:1). 3 червня 2015 року взяв участь у відбірковій грі до чемпіонату Європи 2017 проти Сан-Марино (3:0).

## Досягнення
- Півфіналіст юнацького чемпіонату Європи (U-17) (2012)